# Rödgumpad malimbe
Rödgumpad malimbe (Malimbus scutatus) är en fågel i familjen vävare inom ordningen tättingar.

## Utseende och läte
Rödgumpad malimbe har en slående fjäderdräkt med en unik röd fläck på undergumpen, därav namnet. Hanen är svart i ansiktet och röd på hjässa, hals och bröst, medan honan är enbart röd på bröstet. Bland lätena hörs hårda "tchuk" och cikadaliknande "zee-zee-zee".

## Utbredning och systematik
Rödgumpad malimbe förekommer i Västafrika. Den delas in i två underarter med följande utbredning:
- Malimbus scutatus scutatus – förekommer från Sierra Leone till Ghana och Benin
- Malimbus scutatus scutopartitus – förekommer från södra Nigeria till sydvästra Kamerun

## Levnadssätt
Rödgumpad malimbe är en rätt vanlig fågel som hittas i både ursprunglig och uppväxande låglänta skogar, men även i jordbruksbygd och i stånd av träd nära byar. Där ses den i par på medelhög höjd upp till trädkronorna. Tillfälligtvis slår den följe med kringvandrande artblandade flockar, ibland med andra malimber. Den plockar föda från bladverket och tunna kvistar likt en mes.

## Status
Arten har ett stort utbredningsområde och beståndet anses stabilt. Internationella naturvårdsunionen IUCN listar den därför som livskraftig (LC).